# Ristjärnen (Bodsjö socken, Jämtland)
Ristjärnen är en sjö i Bräcke kommun i Jämtland och ingår i Ljungans huvudavrinningsområde.